# Гісоп лікарський
Гісоп лікарський (Hyssopus officinalis L.) — багаторічна трав'яниста дрібно-запушена рослина родини губоцвітих (Lamiaceae). Походить з Південної Європи. В Україні вирощують у садах і на городах як ефіроолійну рослину.

## Особливості біології
Насіння гісопу лікарського проростає при температурі 6-8 °С. Рослини другого і наступних років життя навесні відростають при температурі 5-6 °С. Оптимальна температура для росту й розвитку 18-25 °С. Високі температури в літні місяці знижують продуктивність рослин. В перший місяць після з'явлення сходів рослини гісопу лікарського ростуть повільно і дуже потерпають через затінення бур'янами, що ростуть швидко. Через 45-60 днів ріст рослин підсилюється і до кінця вегетації вони утворюють розетку листя, 20-40% рослин зацвітають.
Строк продуктивного використання плантації понад 20 років, але максимальна продуктивність культури становить 7 — 9 років.

## Умови зростання
Мало вибаглива до умов росту рослина, але найкраще росте і розвивається на добре освітлених, родючих ґрунтах з нейтральною кислотністю. До ґрунтів гісоп лікарський невимогливий. Добре росте на ґрунтах легкого або середнього механічного складу. Непридатні заболочені з підвищеною кислотністю і близьким заляганням ґрунтових вод та засолені ґрунти. Гісоп лікарський невибагливий до тепла. Це світло — та вологолюбна рослина довгого дня. В умовах затінення його пагони витягуються, зменшується розмір квіток, знижується вміст ефірної олії в них. Рослина посухостійка, а на півдні України вільно зимує на відкритому ґрунті.

## Використання
Використовують траву (верхівки стебла до 20 см завдовжки), зібрану під час цвітіння рослини. Сушать при температурі 30-40 °C. Сухої сировини виходить 18-20%. Вологість не вище 13%. Строк придатності — 1 рік.
Містить летку олію складної суміші, олеанолову і урсолову кислоти, дубильні та інші речовини. Ефірну олію гісопу широко використовують у медицині, парфумерно-косметичній та харчовій промисловості, для ароматизації вин та напоїв. Настойки або настої гісопу з лікувальною метою вживають при катарах верхніх дихальних шляхів, кашлі, бронхіті, бронхіальній астмі, запаленні і туберкульозі легень, стенокардії, неврозах, ревматизмі, поліартриті та ін.
У вигляді настою або настойки його вживають як відхаркувальний засіб при хронічних катарах верхніх дихальних шляхів (бронхіти, трахеїти, ларингіти), при бронхіальній астмі, поганому травленні, хронічних колітах, метеоризмі й запорах, як глистогінний засіб, а також при анемії, неврозах, стенокардії, ревматизмі та гіпер-гідрозі. Місцево Гісоп лікарський використовують при запаленні очей, при стоматитах, охриплості голосу, захворюваннях горлянки, для лікування забитих місць, синців, ран та екзем.

### У харчуванні
Усі частини рослини їстівні та мають приємний аромат. Свіжі та сухі листки мають приємний аромат та гірко-пряний смак. Якщо жувати свіже листя гісопу, в роті виникає відчуття тепла. У країнах Сходу та деяких європейських країнах (Франція, Італія, Іспанія) траву гісопу використовуються як пахучу присмаку. Використовують в кулінарії як відмінну приправу до салатів, борщу, підливок, м'ясних та овочевих страв, а також для надання кращого аромату та смаку лікам і при консервуванні овочів, соління огірків, помідорів, маслин. Особливо поліпшує трава гісопу страви з квасолі, бобів, гороху.  Як харчову рослину (пряно-смакова) вживають подібно до материнки (орегано). Входить до суміші трав, з яких роблять лікер "Шартрез".